# Kabansk
Kabansk (in russo Кабанск?, in buriato Бодон Гахайта) è un villaggio della Russia asiatica, in Siberia Orientale. È situato nella Repubblica autonoma della Burazia e appartiene al rajon Kabanskij del quale è il centro amministrativo. Fondata da esploratori russi nel 1678, divenne uno dei primi insediamenti nella Transbajkalia.
Il villaggio si trova sulla riva sinistra del fiume Selenga, nella parte superiore del suo delta, 108 km a nord-ovest di Ulan-Udė e 7,5 km  a nord-est della stazione Timljuj della Ferrovia Transiberiana.